# Isabella Antonia von Croÿ
Principessa Isabella Antonie Eleonore Natalie Klementine von Croÿ (Bayreuth, 7 ottobre 1890 – Starnberg, 30 marzo 1982), seconda figlia maggiore di Karl Alfred, Duca di Croÿ e di sua moglie, la principessa Ludmilla di Arenberg.. Era un membro del Casato di Croÿ per nascita, nonché del casato di Wittelsbach in seguito al suo matrimonio.

## Biografia
L'8 luglio 1912, sposò nel castello di Weilburg il principe Francesco di Baviera (1875-1957), terzo figlio di Luigi III di Baviera e di sua moglie Maria Teresa d'Austria-Este. La coppia ebbe sei figli:
| Nome             | Nascita           | Morte             | Note |
| ---------------- | ----------------- | ----------------- | --- |
| Ludovico         | 22 giugno 1913    | 17 ottobre 2008   | sposò la principessa Irmingarda di Baviera (1923-2010).                                                 |
| Maria Elisabetta | 9 settembre 1914  | 13 maggio 2011    | sposò dom Pietro Enrico d'Orléans-Braganza (1909-1981).                                                 |
| Adelgunda Maria  | 9 giugno 1917     | 20 settembre 2004 | sposò Hoenning-O'Caroll (1906-1996).                                                                    |
| Eleonora Maria   | 11 settembre 1918 | 19 agosto 2009    | sposò Konstantin von Waldburg-Zeil (1909-1972).                                                         |
| Dorotea          | 25 maggio 1920    | 5 luglio 2015     | sposò l'Arciduca Goffredo d'Austria, Principe di Toscana (1902-1984), nipote di Fernando IV di Toscana. |
| Rasso            | 24 maggio 1926    | 12 settembre 2011 | sposò l'arciduchessa Teresa d'Austria-Toscana (1931), pronipote di "Sissi".                             |

## Ascendenza
|                                              |                          |                                                          | Genitori                                     |  |  | Nonni |  |  | Bisnonni               |  |  | Trisnonni                |  |
|                                              |                          |                                                          |                                              |  |  |       |  |  | Alfred, X duca di Croÿ |  |  | Auguste, IX duca di Croÿ |  |
|                                              |                          |                                                          |                                              |  |  |       |  |  | Alfred, X duca di Croÿ |  |  | Auguste, IX duca di Croÿ |  |
|                                              |                          | Anne-Victurnienne-Henriette de Rochechouart de Mortemart |                                              |  |  |       |  |  | Alfred, X duca di Croÿ |  |  |                          |  |
| Rudolf Maximilian Ludwig Konstantin von Croÿ |                          |                                                          |                                              |  |  |       |  |  | Alfred, X duca di Croÿ |  |  |                          |  |
|                                              |                          | Eleonore zu Salm-Salm                                    | Konstantin zu Salm-Salm                      |  |  |       |  |  |                        |  |  |                          |  |
|                                              |                          | Eleonore zu Salm-Salm                                    | Konstantin zu Salm-Salm                      |  |  |       |  |  |                        |  |  |                          |  |
|                                              |                          | Eleonore zu Salm-Salm                                    | Maria Walburga von Sternberg-Manderscheid    |  |  |       |  |  |                        |  |  |                          |  |
| Karl Alfred von Croÿ                         |                          | Eleonore zu Salm-Salm                                    |                                              |  |  |       |  |  |                        |  |  |                          |  |
|                                              |                          | Eugène I de Ligne                                        | Louis de Ligne                               |  |  |       |  |  |                        |  |  |                          |  |
|                                              |                          | Eugène I de Ligne                                        | Louis de Ligne                               |  |  |       |  |  |                        |  |  |                          |  |
|                                              |                          | Eugène I de Ligne                                        | Josepha Louise van der Noot Gravin van Duras |  |  |       |  |  |                        |  |  |                          |  |
| Natalie de Ligne                             |                          | Eugène I de Ligne                                        |                                              |  |  |       |  |  |                        |  |  |                          |  |
|                                              |                          | Natalie de Trazegnies                                    | Georges de Trazegnies                        |  |  |       |  |  |                        |  |  |                          |  |
|                                              |                          | Natalie de Trazegnies                                    | Georges de Trazegnies                        |  |  |       |  |  |                        |  |  |                          |  |
|                                              |                          | Natalie de Trazegnies                                    | Marie de Maldeghem                           |  |  |       |  |  |                        |  |  |                          |  |
| Isabella Antonie von Croÿ                    |                          | Natalie de Trazegnies                                    |                                              |  |  |       |  |  |                        |  |  |                          |  |
|                                              | Prosper-Louis d'Arenberg | Louis-Engelbert d'Arenberg                               |                                              |  |  |       |  |  |                        |  |  |                          |  |
|                                              | Prosper-Louis d'Arenberg | Louis-Engelbert d'Arenberg                               |                                              |  |  |       |  |  |                        |  |  |                          |  |
|                                              | Prosper-Louis d'Arenberg | Louise Antoinette de Brancas-Villars                     |                                              |  |  |       |  |  |                        |  |  |                          |  |
| Engelbert-Auguste d'Arenberg                 | Prosper-Louis d'Arenberg |                                                          |                                              |  |  |       |  |  |                        |  |  |                          |  |
|                                              |                          | Ludmilla von Lobkowicz                                   | Anton Isidor von Lobkowicz                   |  |  |       |  |  |                        |  |  |                          |  |
|                                              |                          | Ludmilla von Lobkowicz                                   | Anton Isidor von Lobkowicz                   |  |  |       |  |  |                        |  |  |                          |  |
|                                              |                          | Ludmilla von Lobkowicz                                   | Maria Sidonia Kinská z Vchynic a Tetova      |  |  |       |  |  |                        |  |  |                          |  |
| Ludmilla von Arenberg                        |                          | Ludmilla von Lobkowicz                                   |                                              |  |  |       |  |  |                        |  |  |                          |  |
|                                              |                          | Ernst Engelbert d'Arenberg                               | Auguste Marie Raymond d'Arenberg             |  |  |       |  |  |                        |  |  |                          |  |
|                                              |                          | Ernst Engelbert d'Arenberg                               | Auguste Marie Raymond d'Arenberg             |  |  |       |  |  |                        |  |  |                          |  |
|                                              |                          | Ernst Engelbert d'Arenberg                               | Marie Le Danois                              |  |  |       |  |  |                        |  |  |                          |  |
| Eléonore Josephine Ursula d'Arenberg         |                          | Ernst Engelbert d'Arenberg                               |                                              |  |  |       |  |  |                        |  |  |                          |  |
|                                              |                          | Sophie von Auersperg                                     | Karl von Auersperg                           |  |  |       |  |  |                        |  |  |                          |  |
|                                              |                          | Sophie von Auersperg                                     | Karl von Auersperg                           |  |  |       |  |  |                        |  |  |                          |  |
|                                              |                          | Sophie von Auersperg                                     | Augusta von Lenthe                           |  |  |       |  |  |                        |  |  |                          |  |
|                                              |                          | Sophie von Auersperg                                     |                                              |  |  |       |  |  |                        |  |  |                          |  |

## Titoli
- 7 ottobre 1890 – 8 luglio 1912: Sua Altezza Serenissima Principessa Isabella Antonie di Croÿ
- 8 luglio 1912 – 30 marzo 1982: Sua Altezza Reale la Principessa Isabella Antonie di Baviera, Principessa di Croÿ